# Lipová-lázně
Lipová-lázně (Duits: Bad Lindewiese) is een Silezische gemeente in de Tsjechische regio Olomouc, en maakt deel uit van het district Jeseník. Lipová-lázně telt 2112 inwoners (2023).
Lipová-lázně was tot 1945 een plaats met een overwegend Duitstalige bevolking. Na de Tweede Wereldoorlog werd de Duitstalige bevolking verdreven.

## Geschiedenis
- 1290 – De eerste (zekere) schriftelijke vermelding van Lipová-lážně.
- 1996 – De gemeente Lipová-lážně wordt administratief overgeheveld van het district Šumperk naar het nieuw gevormde district Jeseník.[1]

Bělá pod Pradědem ·
Bernartice ·
Bílá Voda ·
Černá Voda ·
Česká Ves ·
Hradec-Nová Ves ·
Javorník ·
Jeseník ·
Kobylá nad Vidnavkou ·
Lipová-lázně ·
Mikulovice ·
Ostružná ·
Písečná ·
Skorošice ·
Stará Červená Voda ·
Supíkovice ·
Uhelná ·
Vápenná ·
Velká Kraš ·
Velké Kunětice ·
Vidnava ·
Vlčice ·
Zlaté Hory ·
Žulová